# Dimitrij Charin
Dimitrij Viktorovitj Charin (ryska: Дми́трий Ви́кторович Ха́рин), född den 16 augusti 1968 i Moskva, Sovjetunionen (nuvarande Ryssland), är en rysk (och tidigare sovjetisk) före detta fotbollsspelare som med det Sovjetiska landslaget tog OS-guld vid de olympiska sommarspelen 1988 i Seoul.

### Webbkällor
- Denna artikel är helt eller delvis översatt från motsvarande artikel på engelska wikipedia.
- Sports-reference.com (engelska)